# Manóza-6-fosfát
Manóza-6-fosfát (M6P) je ester šestiuhlíkatého cukru manózy se zbytkem kyseliny fosforečné (fosfátem) na 6' pozici. V těle může vznikat pomocí hexokinázy z manózy. Následně je schopná se pomocí fosfomanózaizomerázy přeměňovat na fruktóza-6-fosfát.
V buňce se mnohdy manóza-6-fosfát přidává jako posttranslační modifikace na celou řadu proteinů. Pracuje podobně jako různé signální sekvence a směřuje takto označený protein do určitého kompartmentu buňky, konkrétně do lysozomu. K přidávání M6P na cílové proteiny dochází v cis-Golgi a již v trans-Golgi se takto označené proteiny vážou na M6P receptory a ty je směřují pomocí váčků do pozdního endozomu, který se následně mění na lysozom.